# واشینگبورو
واشینگبورو (به انگلیسی: Washingborough) یک روستا و محله مدنی در بریتانیا است که در North Kesteven واقع شده‌است. واشینگبورو ۳٬۳۵۶ نفر جمعیت دارد.